# گرلینده دوبرشوتز
گرلینده دوبرشوتز (انگلیسی: Gerlinde Doberschütz؛ زادهٔ ۲۶ اکتبر ۱۹۶۴) قایقران روئینگ اهل آلمان شرقی بود.